# Elina Valtonen
Elina Maria Valtonen, precedentemente coniugata Lepomäki (Helsinki, 23 ottobre 1981), è una politica e imprenditrice finlandese, ministra degli affari esteri della Finlandia dal 20 giugno 2023 sotto il primo ministro Petteri Orpo. Membro del Partito della coalizione nazionale (NCP), ha rappresentato dal 2024 il collegio elettorale dell'Uusimaa al Parlamento finlandese.  Nelle elezioni municipali del 2021 ha raccolto il secondo maggior numero di voti a Helsinki ed è stata eletta membro del consiglio comunale.
Valtonen ha precedentemente ricoperto incarichi dirigenziali nel settore finanziario a Copenaghen e Londra, nonché direttore della ricerca del think tank favorevole al libero mercato, Libera, dal 2015 al 2021. Ha un master in ingegneria e un master in economia. Ha sviluppato un modello per trasformare lo stato sociale in un'economia di condivisione digitale, chiamato Life Account.  È azionista di diverse start-up tecnologiche.

## Biografia
Valtonen ha trascorso i suoi primi anni a Oulunkylä, Helsinki, dove lei e suo fratello maggiore hanno frequentato un asilo americano fino a quando non è passata alla scuola elementare di Oulunkylä. Alla fine del 1990, la famiglia si è trasferita a Bonn, in Germania, dove il padre di Elina, Kari Valtonen, lavorava presso l'ambasciata finlandese come addetto stampa. A Bonn, Elina ha frequentato le scuole tedesche.   La famiglia è tornata in Finlandia nel 1995 e Valtonen ha continuato i suoi studi alla Scuola tedesca di Helsinki. Nel 2000 ha completato l'esame di immatricolazione Reifeprüfung presso la Scuola tedesca di Helsinki.

## Carriera
Prima di entrare in politica nel 2014, Valtonen ha trascorso 10 anni nel settore dell’investment banking, come direttore presso la Royal Bank of Scotland e come analista senior presso Nordea. Nel 2018 ha partecipato a un incontro del Bilderberg a Torino.
Nell'aprile 2016, Valtonen ha annunciato la sua candidatura alla guida del Partito della Coalizione Nazionale. Al primo turno delle elezioni per la leadership dell'11 giugno 2016 ha ricevuto il 15% dei voti e quindi non è stata eletta. Nel settembre 2020, Valtonen è stata eletta nuovo vicepresidente del Partito della coalizione nazionale.
Nelle elezioni parlamentari del 2023, Valtonen ha raccolto il budget più grande per la campagna elettorale, 179.000 euro. I suoi maggiori finanziatori furono Chaim Poju Zabludowicz e Björn Wahlroos. Nel giugno 2023 è stata nominata ministro degli Affari esteri nel gabinetto Orpo.

## Vita privata
Nel settembre 2020, Valtonen ha chiesto il divorzio da Jukka Lepomäki; nell'aprile 2021 ha annunciato di aver cambiato il suo cognome in quello da nubile.  Valtonen e Lepomäki hanno avuto insieme due figli.